# 阿里法纳
阿里法纳是葡萄牙阿威罗区的一个堂区。总面积5.32平方公里，总人口6544人，人口密度1230.1人/平方公里。